# Beney-en-Woëvre
Beney-en-Woëvre ist eine französische Gemeinde mit 136 Einwohnern (Stand 1. Januar 2022) im Département Meuse in der Region Grand Est (bis 2015 Lothringen); sie gehört zum Arrondissement Commercy und zum Gemeindeverband Côtes de Meuse Woëvre.

## Geografie
Beney-en-Woëvre liegt rund 30 Kilometer südwestlich von Metz im Osten des Départements Meuse an der Grenze zum Département Meurthe-et-Moselle. Der Ort liegt im Regionalen Naturpark Lothringen. Weite Gebiete im Westen und Norden der Gemeinde sind bewaldet (Bois Millot, Bois de Thiaucourt, Bois des Praillons und Grand Bois). Ein größerer Teich liegt bei Le Canot an der Nordgrenze der Gemeinde. Die Gemeinde besteht aus dem Ort Beney-en-Woëvre sowie wenigen Einzelgehöften.
Nachbargemeinden sind Vigneulles-lès-Hattonchâtel im Nordwesten und Norden, Dampvitoux (im Département Meurthe-et-Moselle) im Norden, Xammes (im Département Meurthe-et-Moselle) im Nordosten und Osten, Thiaucourt-Regniéville (im Département Meurthe-et-Moselle) im Osten, Bouillonville (im Département Meurthe-et-Moselle) im Südosten, Pannes (im Département Meurthe-et-Moselle) im Süden sowie Nonsard-Lamarche im Südwesten und Westen.

## Geschichte
Wie alle Orte der Gegend litt Beney-en-Woëvre im Mittelalter unter Konflikten. Die schlimmsten Verwüstungen richteten der Hundertjährige Krieg und der Dreißigjährige Krieg an. Der Name der Gemeinde wurde im Jahr 1090 unter dem lateinischen Namen Barneum erstmals in einem Dokument erwähnt. Im Mittelalter lag die heutige Gemeinde in der Barrois non mouvant im Herzogtum Lothringen und gehörte zuerst zur Bailliage Pont-à-Mousson und danach zur Bailliage Saint-Mihiel. Von 1766 bis zur Französischen Revolution lag die Gemeinde im Grand-gouvernement de Lorraine-et-Barrois. Beney-en-Woëvre gehörte von 1793 bis 1801 zum District Saint-Mihiel. Von 1793 bis 2015 war sie Teil des Kantons Vigneulles-lès-Hattonchâtel. Seit 1801 ist die Gemeinde dem Arrondissement Commercy zugeteilt. Im Ersten Weltkrieg wurde der Ort teilweise zerstört. Bis 1942 trug die Gemeinde den Namen Beney – ohne den heutigen Zusatz.

## Bevölkerungsentwicklung
Die Einwohnerentwicklung ist untypisch für eine französische Landgemeinde. Zwischen 1793 und 1841 gab es kein Wachstum. Danach begann in der Gemeinde die Landflucht. Wegen des Kriegsgeschehens sank die Bevölkerung zwischen 1911 und 1921 stark. Daher lebten im November 1918 nur noch drei der ehemals 208 Einwohner im Ort. Da aber im Gegensatz zu anderen Gemeinden viele Häuser nur leicht beschädigt waren, kehrte die Mehrzahl der früheren Bewohner in den folgenden zweieinhalb Jahren zurück. Bis 1962 stieg die Bevölkerung und erreichte nahezu den Stand von 1911. Die darauf folgende Abwanderungswelle dauerte bis zum Tiefpunkt 1990. Vom Höchststand 1841 bis 1990 betrug die Abnahme 71 Prozent. Zwischen 1990 und 2006 gibt es ein starkes Wachstum (2006–2016: +29,4 Prozent). In den letzten Jahren sank die Bevölkerung wieder auf den Stand von 1999.
| Jahr                       | 1962 | 1968 | 1975 | 1982 | 1990 | 1999 | 2006 | 2011 | 2019 |
| Einwohner                  | 203  | 173  | 144  | 120  | 119  | 133  | 154  | 154  | 128  |
| Quellen: Cassini und INSEE |      |      |      |      |      |      |      |      |      |

## Sehenswürdigkeiten
- Dorfkirche Saint-Martin; nach dem Ersten Weltkrieg wiederaufgebaut
- Gedenktafel für die Gefallenen an der Kirchenwand[2]

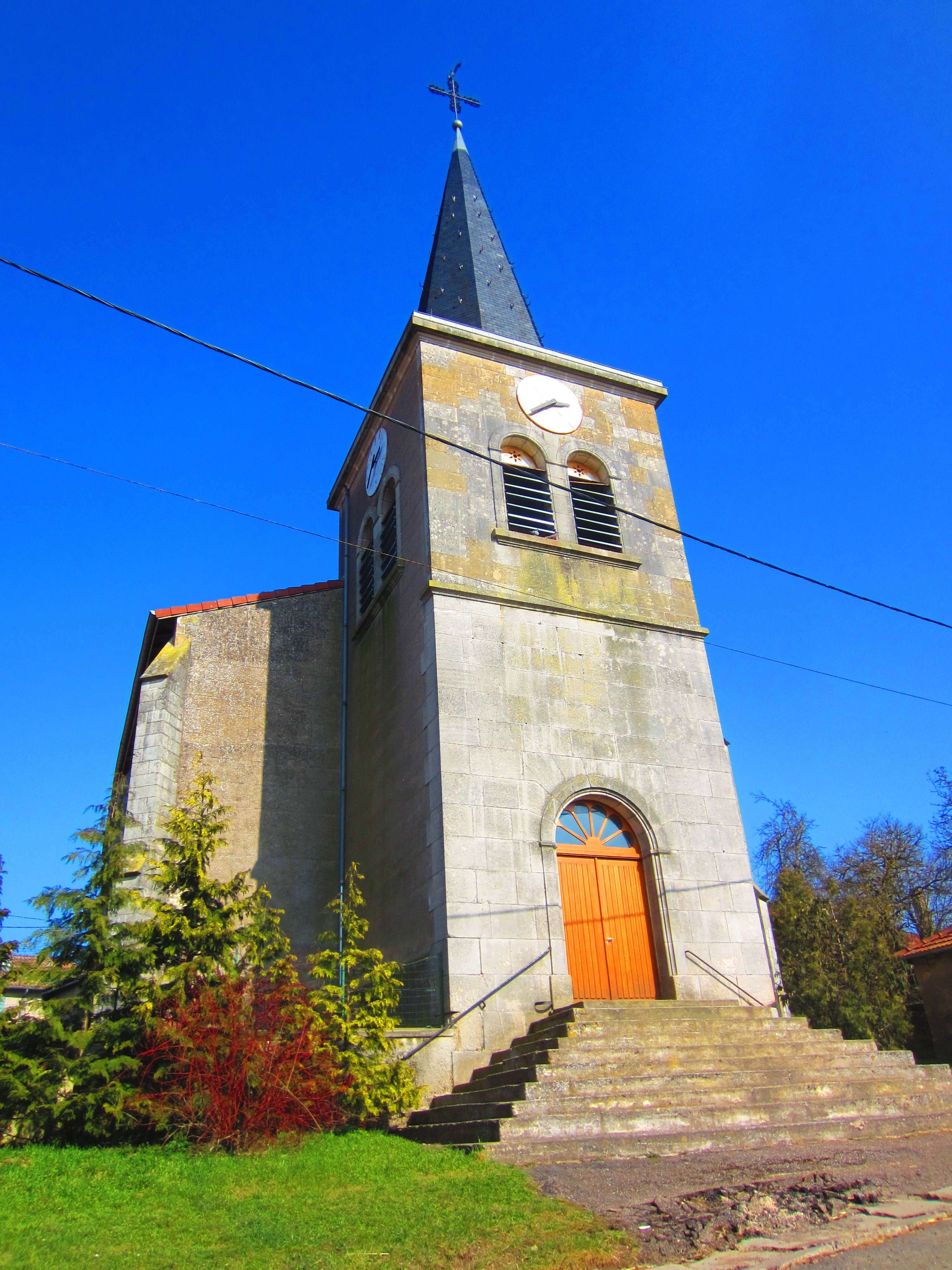
Kirche Saint-Martin

## Verkehr
Die D67 und die D904 treffen im Dorf aufeinander. Zusammen mit der westlich vorbeiführenden D901 sind sie die wichtigsten regionalen Verkehrsverbindungen für die Gemeinde, welche weitab von Autobahnen liegt.
Zwar liegt die Gemeinde nahe der Bahnstrecke Lérouville–Metz und die Linie des LGV Est européenne durchquert die Gemeinde. Doch seit der Aufhebung aller Haltestellen zwischen Lérouville und Onville und damit auch der Haltestelle Thiaucourt liegt der Ort fernab von Eisenbahnverbindungen. Nächstgelegene Bahnhöfe sind Lérouville und Onville.